# Hyposmocoma cryptogamiella
Hyposmocoma cryptogamiella là một loài bướm đêm thuộc họ Cosmopterigidae. Nó là loài đặc hữu của Kauai, Oahu, Molokai, Lanai và Hawaii. Loài địa phương ở Olaa.
Ấu trùng ăn Acacia koa, Clermontia, Lantana, Metrosideros và Sophora species. The larvae are naked stem-borers.